# Adobe Brackets
Adobe Brackets ist ein HTML-Editor für das Entwickeln von Webanwendungen. Er ist hauptsächlich in HTML, CSS und JavaScript geschrieben und wurde von Adobe als Communityprojekt ins Leben gerufen. Adobe gab bekannt, den Support für Brackets am 1. September 2021 einzustellen.
Brackets ist ein Open-Source-Projekt, das unter der MIT-Lizenz lizenziert ist und auf GitHub verwaltet wird.
Der Meilenstein des Release 1.0 wurde erst mehr als drei Jahre nach Projektbeginn Anfang November 2014 erreicht. Brackets ist für Windows, macOS und Linux zum Download verfügbar.
Hinter den Kulissen nutzt Brackets einige quelloffene Projekte von Dritten, unter anderem jQuery, Less, RequireJS, Lodash, Mustache und CodeMirror als eigentlichen Code-Editor.
Für die Darstellung auf dem Desktop wird das Chromium Embedded Framework genutzt, um eine möglichst ähnliche Darstellung auf verschiedenen Plattformen zu ermöglichen. Eine Live-Vorschau funktioniert in allen gängigen Browsern (Chrome, Firefox, Edge, Vivaldi etc.).
Brackets unterstützt Erweiterungen, die weitere Funktionen hinzufügen. Zurzeit sind etwa Erweiterungen zum Debuggen oder fürs Hinzufügen von browserspezifischen CSS-Präfixen verfügbar, aber auch Linter und Tools zur Autovervollständigung. Es hat eine Live-Anzeige, das heißt, wenn der Nutzer etwas Neues in den Editor eingibt, sich der Browser mit der gerade bearbeiteten Website aktualisiert und die Neuerung erscheint.

## Phoenix Code
Als Nachfolger zu Brackets wurde von der Community Phoenix Code vorgestellt, der sowohl im Webbrowser, als auch unter Linux, MacOS und Windows läuft.